# Heavenly Music
『Heavenly Music』（ヘブンリー・ミュージック）は、2013年5月22日に発売された細野晴臣のオリジナル・アルバム（カバー・アルバム）。
レコーディングメンバーには高田漣、伊賀航、コシミハル、伊藤大地が参加している。

## 収録曲
1. Close to You
（作詞：Hal David / 作曲：Burt Bacharach / 編曲：細野晴臣）
  - 原曲は1963年にRichard Chamberlainがリリースした同名曲。細野のバージョンはコンピレーション・アルバム『All Kinds of People Love Burt Bacharach』（2010年）が初収録。
2. Something Stupid
（作詞・作曲：C. Carson Parks / 編曲：細野晴臣）
  - 原曲は1963年にCarson and Gaileがリリースした同名曲。アン・サリーがコーラスとして参加。細野は「これホント難しいんだよね。煙草やめないと歌えないなと思って歌っていた」と話している[1]。
3. Tip Toe Thru The Tulips with Me
（作詞：Al Dubin / 訳詞：細野晴臣 / 作曲：Joe Burke / 編曲：細野晴臣）
  - 原曲は1929年にNick Lucasがリリースした同名曲。
4. My Bank Account Is Gone
（作詞・作曲：Jesse Ashlock / 編曲：細野晴臣）
  - 原曲は1947年にJesse Ashlockがリリースした同名曲。
5. Cow Cow Boogie
（作詞・作曲：Benny Carter, Gene Paul, Don Raye / 編曲：細野晴臣）
  - 原曲は1942年にFreddie Slack & his Orchestra feat. Ella Mae Morseがリリースした同名曲。
6. All La Glory
（作詞：Robbie Robertson / 訳詞：細野晴臣 / 作曲：Robbie Robertson / 編曲：細野晴臣）
  - 原曲は1970年にThe Bandがリリースしたアルバム『Stage Fright』収録曲。
7. The Song Is Ended
（作詞：Irving Berlin / 訳詞：細野晴臣 / 作曲：Irving Berlin /  編曲：細野晴臣）
  - 原曲は1927年にIrving Berlinがリリースした同名曲。
8. When I Paint My Masterpiece
（作詞：Bob Dylan / 訳詞：細野晴臣 / 作曲：Bob Dylan / 編曲：細野晴臣）
  - 原曲は1971年9月にThe Bandがリリースしたアルバム『Cahoots』収録曲。作者本人のバージョンは同年11月にリリースされたアルバム『Bob Dylan's Greatest Hits Vol. II』に収録された。岸田繁がコーラスとして参加。
9. The House of Blue Lights
（作詞・作曲：Don Ray, Freddie Slack / 編曲：細野晴臣）
  - 原曲は1946年にFreddie Slack with Ella Mae Morseがリリースした同名曲。
10. ラムはお好き? part 2
（作詞：吉田美奈子 / 作曲：細野晴臣 / 編曲：細野晴臣）
  - 吉田美奈子に提供した「ラムはお好き?」のアンサーソング。吉田美奈子がコーラスとして参加。吉田美奈子の曲は女性目線で書かれていたが、この曲は男性目線で書き直されている。最初はそのまま歌おうと思っていたが、女性の歌なので歌い回しを変えていくうちに、それだけじゃ面白くないと思い立場を変えて制作したという[2]。
11. I Love How You Love Me
（作詞・作曲：Barry Mann, Larry Kolber / 編曲：細野晴臣）
  - 原曲は1961年にパリス・シスターズがリリースした同名曲。Salyuがコーラスとして参加。
12. Radio Activity
（作詞：Ralf Hutter, Florian Schneider, Emil Schult / 作曲：Ralf Hutter, Florian Schneider / 編曲：細野晴臣）
  - 原曲は1975年にKraftwerkがリリースしたアルバム『Radio-Activity』収録曲。坂本龍一がキーボードとして参加。